# Oriental (1997-2015)
La région de l'Oriental  (en arabe: الجهة الشرقية) était l'une des seize régions du Maroc avant le découpage territorial de 2015.
À l'issue de celui-ci, la nouvelle région de l'Oriental intègre la province de Guercif de l'ancienne région de Taza-Al Hoceïma-Taounate.
Son chef-lieu reste Oujda.

## Géographie
La région occupait le nord-est du Maroc et était limitée :
- au nord par la mer Méditerranée ;
- à l'est et au sud par l'Algérie ;
- au sud et à l'ouest par la région de Meknès-Tafilalet et celle de Taza-Al Hoceïma-Taounate.

Elle était composée avant 2015 d'une préfecture et de six provinces :
- la préfecture d'Oujda-Angad ;
- la province de Nador
- la province de Berkane
- la province de Driouch
- la province de Taourirt
- la province de Jerada ;
- la province de Figuig.

Le nord de la région, le plus peuplé, correspond au rif oriental (provinces de Nador, Berkane, Driouch et de Taourirt).

## Démographie
| 1 768 691 hab.         | 1 918 094 hab. | 2 097 629 hab. |
| recensements officiels |                |                |

## Infrastructures

### Transport

#### Routes et autoroutes
L'autoroute A2 (Fes - Oujda) dessert plusieurs villes de la région.

#### Aéroports
La région dispose de trois aéroports qui, réunis, ont accueilli 1 081 845 passagers en 2011 :
- l'aéroport Nador-Aroui (572 388 passagers) ;
- l'aéroport Oujda-Les Angades (590 188 passagers);
- l'aéroport de Bouarfa (269 passagers)

#### Ports
Le port de Beni Nsar est le port industriel de la région. Un autre grand port, Nador West Med, est en projet et d'autres ports de pêche et de plaisance existent (Saïdia, Ras El Ma, Marchica, etc.).

#### Chemin de fer
Oujda et Nador, les deux plus grandes villes, de la région sont reliées au réseau national.

### Enseignement
En 2003, la région comptait 491 écoles primaires, 89 collèges et 57 lycées.
Au niveau de l'enseignement supérieur, elle dispose de l'université Mohammed Ier.

## Galerie

Vue panoramique de la plage de Saïdia

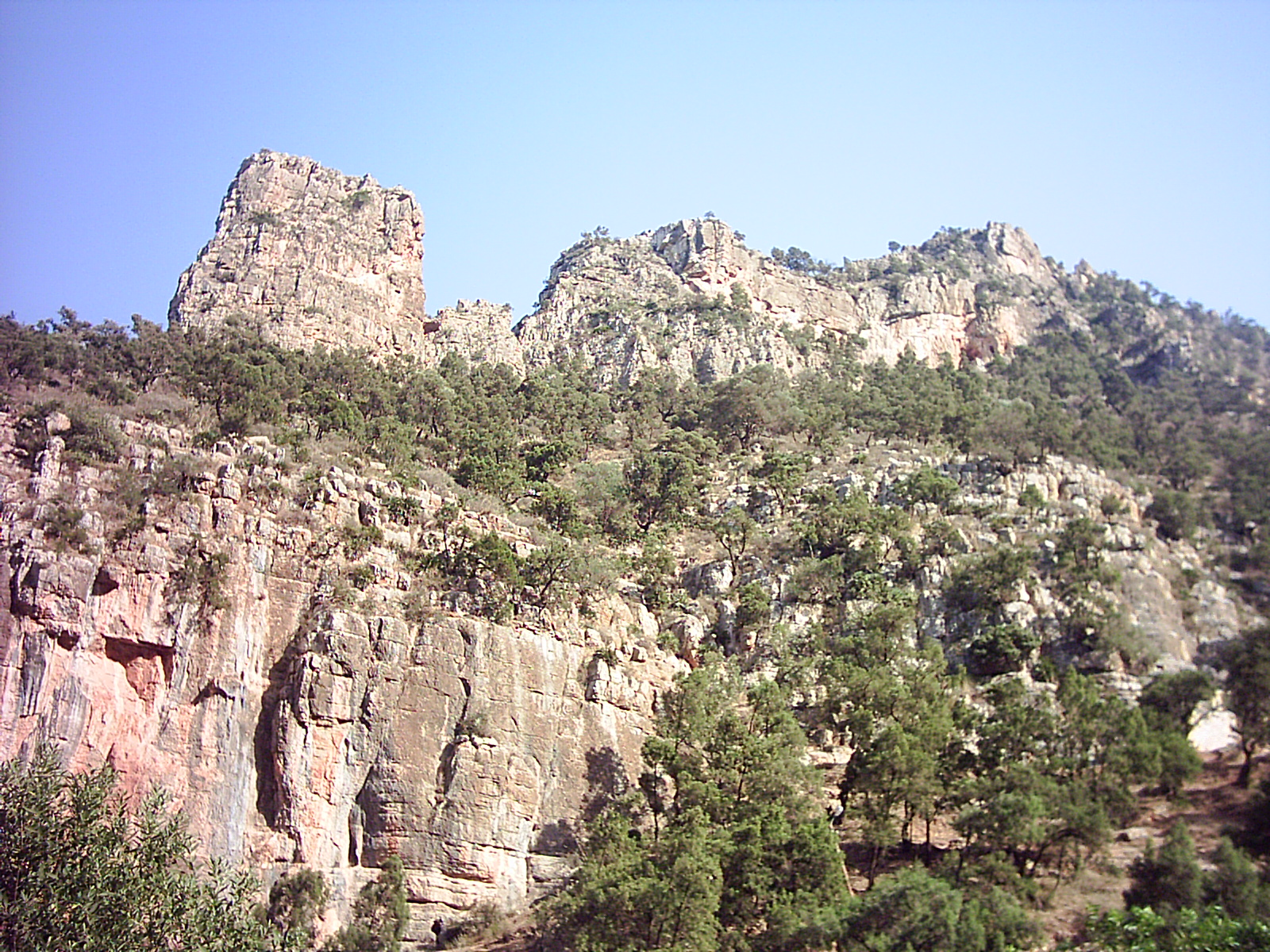
Adrad Tamejout : la grotte du Chameau localement appelée Zegzel
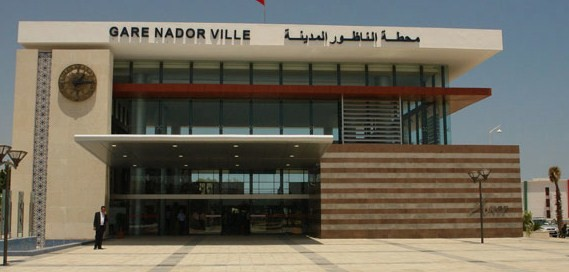
La gare de Nador
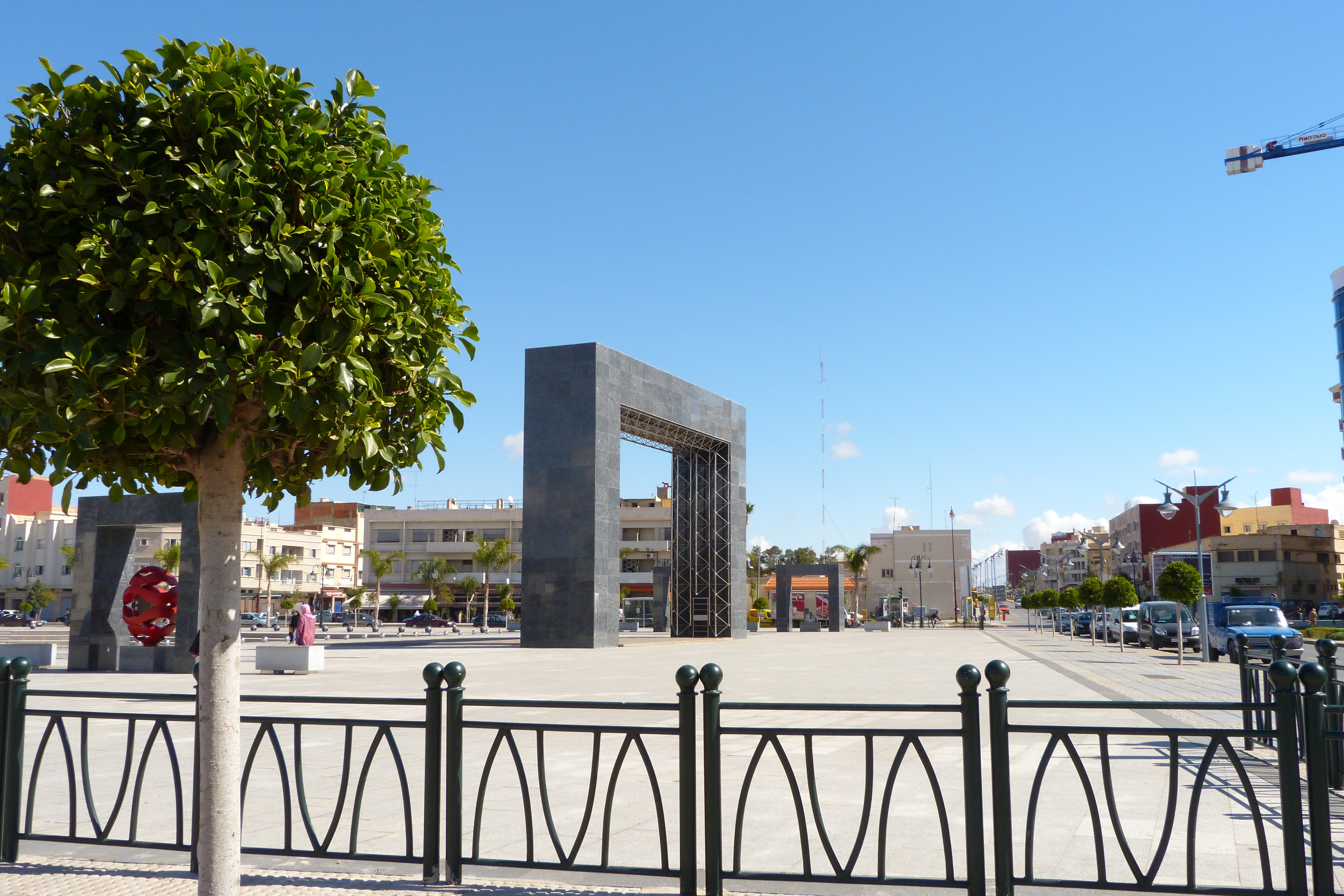
Place Ziri Ibn Attia à Oujda
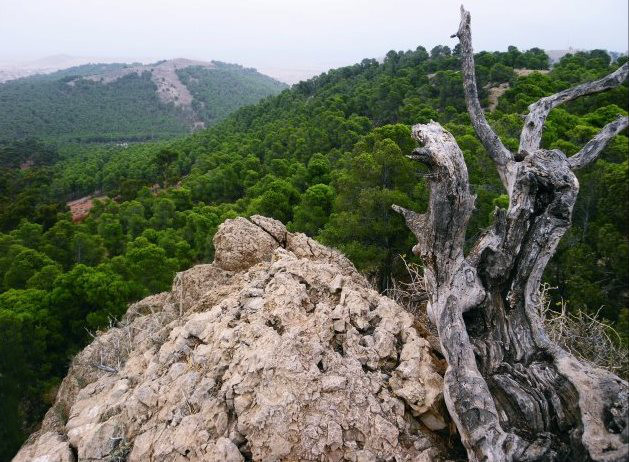
Parc de Sidi Mâafa